# Rebra (gmina)
Rebra – gmina w Rumunii, w okręgu Bistrița-Năsăud. Obejmuje tylko jedną miejscowość Rebra. W 2011 roku liczyła 3163 mieszkańców.